# Salinero (paard)
Salinero, voluit Keltec Salinero, (1994 – 2022) was het paard waarmee Anky van Grunsven in 2004 en 2008 een gouden medaille heeft behaald op de Olympische Spelen in Athene en Hong Kong (Peking 2008). In 2006 won de combinatie op de Wereldruiterspelen in Aken.
De donkerbruine Hannoveraan was een ruin en werd in 1994 geboren. Hij had een schofthoogte van 1,76 meter. Zijn vader was Salieri en zijn moeder was St. Pr. Luna. Salinero deed mee met dressuurwedstrijden op het hoogste niveau: de Grand Prix. Op 9 augustus 2012 nam Salinero afscheid van de wedstrijdsport tijdens de Olympische Spelen in Londen met een 6e plaats tijdens de kür op muziek.
Op 16 maart 2013 is Salinero voor het laatst in de piste verschenen bij Indoor Brabant in Den Bosch. Tijdens dit laatste optreden werd Salinero live begeleid door Wibi Soerjadi.
Salinero overleed in december 2022 op 28-jarige leeftijd.

## Prijzen
- Nederlandse kampioenschappen 2003: goud
- Nederlandse kampioenschappen 2005: goud
- Nederlandse kampioenschappen 2007: goud
- Nederlandse kampioenschappen 2012: goud
- Europese kampioenschappen 2005: zilver individueel, goud in landenwedstrijd
- Europese kampioenschappen 2007: goud individueel, zilver (GPS) en goud (kür) in landenwedstrijd
- Europese kampioenschappen 2009: brons individueel, goud in landenwedstrijd
- Wereldbeker 2004: goud in landenwedstrijd
- Wereldbeker 2005: goud in landenwedstrijd
- Wereldbeker 2006: goud
- Wereldbeker 2008: goud
- Wereldruiterspelen 2006: zilver individueel, zilver (GPS) en goud (kür) in landenwedstrijd
- Olympische Zomerspelen 2004: goud individueel
- Olympische Zomerspelen 2008: goud individueel, zilver in landenwedstrijd
- Olympische Zomerspelen 2012: 6e individueel, brons in landenwedstrijd